# ヴャチチ族
ヴャチチ族（ヴャチチぞく、ロシア語: вятичи、ウクライナ語: в'ятичі、ベラルーシ語: вяцічы）とは、8世紀から13世紀にかけてオカ川の上流・中流域（現ロシア ・ モスクワ州、カルーガ州、オリョール州、スモレンスク州、トゥーラ州、ヴォロネジ州、リペツク州）に居住していた、東スラヴ民族の部族集団である。また、роменско-борщевская文化(ru)（考古学的な文化の名称）はヴャチチ族によるものである。

## 地理
1061年に没したアラブの著述家アブー・サイード・アブド・アリ=ハイ・イブン・アス=ザハーク・イブン・マフムード・ガルディジ
の著述の中で、ヴャチチ族の移住した地域はヴァンティトと呼ばれている。なお、ヴァンティトという名称は、それより早い時期の、ハザール・カガン国(ru)のカガン(ru)・イオシフ(ru)による、後ウマイヤ朝のハスダイ・イブン・シャプルトへの書簡にも言及されている。
考古学的検証によれば、ヴャチチ族の居住領域は以下のとおりである。すなわち、南西の境界線はオカ川、デスナ川の分水嶺に沿っていた。なお、デスナ川上流の支流域や、オカ川の支流のジズドラ川、ウグラ川の流域（おおよそ、オカ川上流域からみて北 - 西の方角）では、ヴャチチ族の陵墓（クルガン）はクリヴィチ族のものと共存しており、ヴャチチ族・クリヴィチ族双方の、独自の形の髪飾り（ヴィソチノエ・コリツォ）が発見されている。西の境界線は、オカ川がモスクワ川と合流する地点までの、ウグラ川とオカ川によって形成された谷に沿っていた。南東に向かってはクリャージマ川とその支流のウチャ川(ru)との合流点へとヴャチチ族の居住領域は広がっていた。この東の境界線地域のリャザンでも、ヴャチチ族の髪飾りの分布が確認されている。このように、ヴャチチ族はオカ川の上流域（プロニャ川流域を含む）に分布していた。特にオカ川の上流域は、完全にヴャチチ族によって占められていた。また、ドン川上流域であるリペツク州においても、若干のヴャチチ族の遺跡が発見されている。

## 歴史
『原初年代記』には、「ヴャチチ族とラジミチ族は、（西スラヴ民族の）リャフ人(ru)より派生した」という主旨の記述がある。考古学的検証によれば、ヴャチチ族の移住はドニエプル川左岸、もしくはドニエストル川上流（ドゥレーブィ族の居住地）から発しているとされる。また、同じく『原初年代記』中に、ヴャチチ族の名は、彼ら一族をオカ川流域に導いたヴャトコという人物に由来するという記述がある。しかしこの祖先の名前を部族の名前の由来とする記述は、中世のキリスト教関係者による文献の特徴（エウヘメリズム）であり、「ヴャチチ」とは大きい・大規模な、を意味するスラヴ祖語の語根のvęt-に基づくという説などの、言語学的な立場の研究者による異論も見られる。
構成員に関しては、大多数の研究者は、ヴャチチ族という集団はバルト地方の部族・ゴリャヂ族を基層としていたとみなしている。3 - 5世紀には、このオカ川上流域への殖民の先駆者によって、モシチナ文化(ru)が形成されていた。モシチナ文化は、住居や装飾品から、バルトの様式を持つ文化に含めることができる。その後の、ヴャチチ族のオカ川流域への定住は6 - 8世紀とみなされている。一方ゴリャヂ族は10世紀半ば以降には特記されなくなるが、それはスラヴ民族への同化が終了したことを示唆している。
定住の後、『原初年代記』によれば、9世紀から10世紀半ばのヴャチチ族は、シェリャーグ（おそらくは銀貨を指している。なお、シェリャーグはキエフ大公国でのディルハム銀貨に対する呼称でもある）をハザール・カガン国に貢納していた。この貢納はソハ(ru)（プラウ）1つにつき一定の額が定められていたが、それはヴャチチ族の居住地域が農業普及地帯であったことを示唆するものである（他の地域ではかまど（＝各戸・各家族）を課税単位とした例もある）。9世紀にオレグがキエフを奪い、他の東スラヴ諸族（ポリャーネ族、スロヴェネ族 クリヴィチ族、ラジミチ族、セヴェリャーネ族、ドレゴヴィチ族、ドレヴリャーネ族）が承認した段階でも、未だヴャチチ族はキエフ大公国の中に支配下になかった。ヴャチチ族がキエフ大公国に組み込まれるのは、964年から966年、あるいは968年から969年の、キエフ大公スヴャトスラフ1世によるハザール制圧の後のことである。『原初年代記』966年の頁には、スヴャトスラフ1世がヴャチチ族に貢税（ダーニ）を課したという記述がみられる。
ただし、キエフ大公国の政府がヴャチチ族を完全に従属化したわけではなく、981年に、スヴャトスラフ1世の子のウラジーミル1世がヴャチチ族を攻めている。ウラジーミル1世はヴャチチ族に税を課したが、ヴャチチ族は反乱を起こしたため、982年に再度制圧軍を送らねばならなかった。11世紀末まで、ヴャチチ族は一定の政治的独立性を保持しており、史料には、時の大公によるヴャチチ族への遠征が記述されている。例えばウラジーミル2世による『モノマフ公の庭訓(ru)』には、「二冬続けてヴャチチ族の長・ホドタとその息子を攻めたが、彼らを捕えることはできなかった」という主旨の記述がある。
12世紀のルーシ諸公の闘争の記述の中には、それ以前から建設されていたヴャチチ族の都市に関する記述がある。B.ルィバコフ(ru)によれば、ヴャチチ族の居住領域の中心都市はコリドノという名であり、現カルーガ州のコルノエ(ru)にあたるという。
年代記上で、最後にヴャチチ族という名称が言及されるのは1197年の記述である。ヴャチチ族の地はチェルニゴフ公国、ロストフ・スーズダリ公国、リャザン公国の領域に編入された。